# Novellen (vals)
Novellen, op. 146, är en vals av Johann Strauss den yngre. Den spelades första gången den 31 januari 1854 i Wien.

## Bakgrund
Om Johann Strauss den yngre kände behovet att återta sin position som "Wienarnas försteviolinist" efter sin sjukdomstid sommaren 1853, kunde han inte ha valt ett svårare tillfälle att börja det nya året. Den 2 januari 1854 dirigerade Strauss sin orkester (för tillfället förstärkt till 54 musiker) i det första framförandet i Wien av ouvertyren till Richard Wagners opera Tannhäuser. Trots den förmodade konservativa smaken hos wienpubliken fick delar av verket spelas om och Strauss spelade senare ouvertyren i konserter runt om i staden. Wagners musik var vid denna tid ännu tämligen okänd i Österrike

## Historia
Valsen skrevs till juridikstudenternas bal 1854, därför har titeln Novellen inget med litteratur att göra utan på tyska betyder termen ändringar eller tillägg till en befintlig lagtext. Den är betydelsefull i musikhistorien eftersom Strauss här använde en mer modern stilistisk form baserad på Franz Liszt och Wagner. Medan valsen Ballg'schichten (op. 150) går i en mer traditionell wienerstil, är Novellen och Schallwellen (op. 148) mer utmärkande för Strauss fascination för Wagners och Meyerbeers "revolutionära" orkestrering. Recensionerna blev mycket blandade. Förutom mycket beröm fanns det också många kritiska röster. Bland dessa återfanns författaren Johann Nestroy och musikkritikern Eduard Hanslick. Den senare skrev en artikel i Wiener Zeitung (6 november 1854): "Till och med teman som återfinns i Wellen und Wogen, Schnee-Glöckchen och Novellen med sina långsträckta 8-taktersmotiv, sina stönande förminskade septimaackord och non-ackord, samt det åskliknande oljudet hos trombonerna och pukorna lämpar sig inte längre för dans. Inte allt som spelas i tre fjärdedelstakt är längre en vals."

## Om valsen
Speltiden är ca 7 minuter och 36 sekunder plus minus några sekunder beroende på dirigentens musikaliska tolkning.

## Weblänkar
- Novellen i Naxos-utgåvan.